# Шикачик япський
Шика́чик япський (Edolisoma nesiotis) — вид горобцеподібних птахів родини личинкоїдових (Campephagidae). Ендемік Федеративних Штатів Мікронезії. Раніше вважався підвидом тонкодзьобого шикачика.

## Опис
Довжина птаха становить 24 см. Самці мають переважно темно-сіре забарвлення, на обличчі у них сіра пляма. У самиць верхня частина тіла рудувато-коричнева, нижня частина тіла рудувато-бліда, боки поцятковані смужками.

## Поширення і екологія
Япські шикачики є ендеміками островів Яп. Вони живуть в тропічних лісах і савані.

## Збереження
МСОП класифікує цей вид як такий, що знаходиться під загрозою зникнення. За оцінками дослідників, популяція япських шикачиків становить близько 180 птахів. Їм можуть загрожувати лісові пожежі та поява на острові інвазивної змії бурої бойги.